# Přízračný svět
Přízračný svět, v originále Ghost World, je film režiséra Terryho Zwigoffa z roku 2001 natočený podle stejnojmenné knihy Daniela Clowese.

## Příběh
Hlavními hrdinkami filmu jsou dvě kamarádky (Enid a Rebecca), které svým přezíravým a cynickým jednáním vybočují z tradičního schématu studentů střední školy na předměstí Los Angeles. Po skončení školy se Enid seznámí s podobným outsiderem jako je ona sama (Seymour) a předsevze si, že mu najde vhodný protějšek. Naproti tomu Rebecca začne shánět práci a zakotví v klasické americké kavárně, kde vydělává na pronájem bytu, který si spolu s Enid naplánovaly. Jejich cesty se začnou rozcházet v momentě, kdy Seymour po kratší známosti kvůli Enid odmítne dohozenou přítelkyni, a Rebecca si sama pronajímá byt, protože Enid na něj finančně nemá. Na konci filmu Enid zůstává sama s myšlenkami, co se svým životem udělat dál.

## Obsazení
| Thora Birch           | Enid    |
| Scarlett Johanssonová | Rebecca |
| Steve Buscemi         | Seymour |

## Zajímavosti
- České titulky vytvořil Petr Šaroch.